# Hydaticus
Hydaticus là một chi bọ nước săn mồi trong họ Dytiscidae, bản địa của miền Cổ bắc (bao gồm châu Âu), vùng nhiệt đới châu Phi, Cận Đông, miền Tân bắc và Bắc Phi.

## Các loài
- Hydaticus abyssinicus Régimbart, 1905
- Hydaticus aequabilis Guignot, 1958
- Hydaticus agaboides Sharp, 1882
- Hydaticus amydrus Guignot, 1955
- Hydaticus apiatus Guignot, 1947
- Hydaticus arabicus Guignot, 1951
- Hydaticus arcuatus Régimbart, 1895
- Hydaticus aruspex Clark, 1864
- Hydaticus basicollis Régimbart, 1905
- Hydaticus batchianensis Sharp, 1882
- Hydaticus bengalensis Régimbart, 1899
- Hydaticus bihamatus Aubé, 1838
- Hydaticus bimarginatus (Say, 1830)
- Hydaticus bipunctatus Wehncke, 1876
- Hydaticus bitalensis Guignot, 1952
- Hydaticus bivittatus Laporte, 1835
- Hydaticus bowringii Clark, 1864
- Hydaticus caffer Boheman, 1848
- Hydaticus capicola Aubé, 1838
- Hydaticus chrisi Nilsson, 2001
- Hydaticus cinctipennis Aubé, 1838
- Hydaticus collarti Guignot, 1948
- Hydaticus concolor Sharp, 1882
- Hydaticus congo Gschwendtner, 1938
- Hydaticus consanguineus Aubé, 1838
- Hydaticus conspersus Régimbart, 1899
- Hydaticus continentalis J.Balfour-Browne, 1944
- Hydaticus daemeli Wehncke, 1876
- Hydaticus decorus Klug, 1834
- Hydaticus devexus Trémouilles, 1996
- Hydaticus dineutoides Sharp, 1882
- Hydaticus dintelmanni Balke, Hendrich, Sagata & Wewalka, 2005
- Hydaticus dorsiger Aubé, 1838
- Hydaticus dregei Aubé, 1838
- Hydaticus epipleuricus Régimbart, 1891
- Hydaticus exclamationis Aubé, 1838
- Hydaticus fabricii (W.S.Macleay, 1825)
- Hydaticus figuratus Régimbart, 1899
- Hydaticus fijiensis Régimbart, 1899
- Hydaticus finus Watts, 1978
- Hydaticus flavolineatus Boheman, 1848
- Hydaticus fractifer Walker, 1858
- Hydaticus fractivittis Guignot, 1951
- Hydaticus fulvoguttatus Guignot, 1951
- Hydaticus fulvosparsus Gschwendtner, 1938
- Hydaticus galla Guérin-Méneville, 1849
- Hydaticus grammicus (Germar, 1827)
- Hydaticus guignoti Gschwendtner, 1938
- Hydaticus histrio Clark, 1864
- Hydaticus humeralis Régimbart, 1895
- Hydaticus incertus Régimbart, 1888
- Hydaticus ineptus Guignot, 1953
- Hydaticus inexspectatus Trémouilles, 1996
- Hydaticus intermedius Régimbart, 1895
- Hydaticus interrogator Mouchamps, 1957
- Hydaticus jeanneli Guignot, 1936
- Hydaticus kolbei Branden, 1885
- Hydaticus laceratus Régimbart, 1895
- Hydaticus laetabilis Régimbart, 1899
- Hydaticus lateralis Laporte, 1835
- Hydaticus latior Régimbart, 1895
- Hydaticus lativittis Régimbart, 1895
- Hydaticus leander (Rossi, 1790)
- Hydaticus limnetes Guignot, 1955
- Hydaticus litigiosus Régimbart, 1880
- Hydaticus luczonicus Aubé, 1838
- Hydaticus macularis Régimbart, 1899
- Hydaticus madagascariensis Aubé, 1838
- Hydaticus major Régimbart, 1899
- Hydaticus matruelis Clark, 1864
- Hydaticus mexaformis Wewalka, 1979
- Hydaticus microdaemeli Watts, 1978
- Hydaticus mocquerysi Régimbart, 1895
- Hydaticus musivus Guignot, 1952
- Hydaticus natalensis Guignot, 1951
- Hydaticus nigritulus Régimbart, 1899
- Hydaticus nigrotaeniatus Régimbart, 1895
- Hydaticus okalehubyi Balke & Hendrich, 1992
- Hydaticus opaculus Gschwendtner, 1933
- Hydaticus orissaensis Nilsson, 1999
- Hydaticus ornatus H.J.Kolbe, 1883
- Hydaticus pacificus Aubé, 1838
- Hydaticus paganus Clark, 1864
- Hydaticus palliatus Aubé, 1838
- Hydaticus parallelus Clark, 1864
- Hydaticus peregrinus Guignot, 1948
- Hydaticus pescheti Gschwendtner, 1930
- Hydaticus petitii Aubé, 1838
- Hydaticus philippensis Wehncke, 1876
- Hydaticus piceus LeConte, 1863
- Hydaticus plagiatus Régimbart, 1895
- Hydaticus platamboides Régimbart, 1889
- Hydaticus platteeuwi Severin, 1890
- Hydaticus poecilus Régimbart, 1895
- Hydaticus ponticus Sharp, 1882
- Hydaticus propinquus Guignot, 1951
- Hydaticus pulcher (Clark, 1863)
- Hydaticus pullatus Guignot, 1952
- Hydaticus quadriguttatus Régimbart, 1895
- Hydaticus quadrivittatus Blanchard, 1843
- Hydaticus reductus Régimbart, 1899
- Hydaticus rhantaticoides Régimbart, 1892
- Hydaticus rhantoides Sharp, 1882
- Hydaticus ricinus Wewalka, 1979
- Hydaticus rimosus Aubé, 1838
- Hydaticus rivanolis Wewalka, 1979
- Hydaticus saecularis Pederzani, 1982
- Hydaticus satoi Wewalka, 1975
- Hydaticus scapularis Guignot, 1952
- Hydaticus schelkovnikovi Zaitzev, 1913
- Hydaticus schultzei Zimmermann, 1924
- Hydaticus sellatus Régimbart, 1883
- Hydaticus seminiger (De Geer, 1774)
- Hydaticus septemlineatus Zimmermann, 1928
- Hydaticus servillianus Aubé, 1838
- Hydaticus severini Régimbart, 1895
- Hydaticus sexguttatus Régimbart, 1899
- Hydaticus sobrinus Aubé, 1838
- Hydaticus speciosus Régimbart, 1895
- Hydaticus stappersi Peschet, 1915
- Hydaticus subfasciatus Laporte, 1835
- Hydaticus suffusus Régimbart, 1892
- Hydaticus tenuis Gschwendtner, 1938
- Hydaticus testudinarius Régimbart, 1895
- Hydaticus thermonectoides Sharp, 1884
- Hydaticus torosus Guignot, 1947
- Hydaticus transversalis (Pontoppidan, 1763)
- Hydaticus tschoffeni Régimbart, 1895
- Hydaticus tuyuensis Trémouilles, 1996
- Hydaticus ugandaensis Guignot, 1936
- Hydaticus ussherii Clark, 1864
- Hydaticus vaziranii Wewalka, 1979
- Hydaticus verecundus Clark, 1864
- Hydaticus vittatus (Fabricius, 1775)
- Hydaticus vitticollis Régimbart, 1895
- Hydaticus wattsi Daussin, 1980
- Hydaticus xanthomelas (Brullé, 1837)
- Hydaticus zschokkeanus (Heer, 1847)

## Hình ảnh

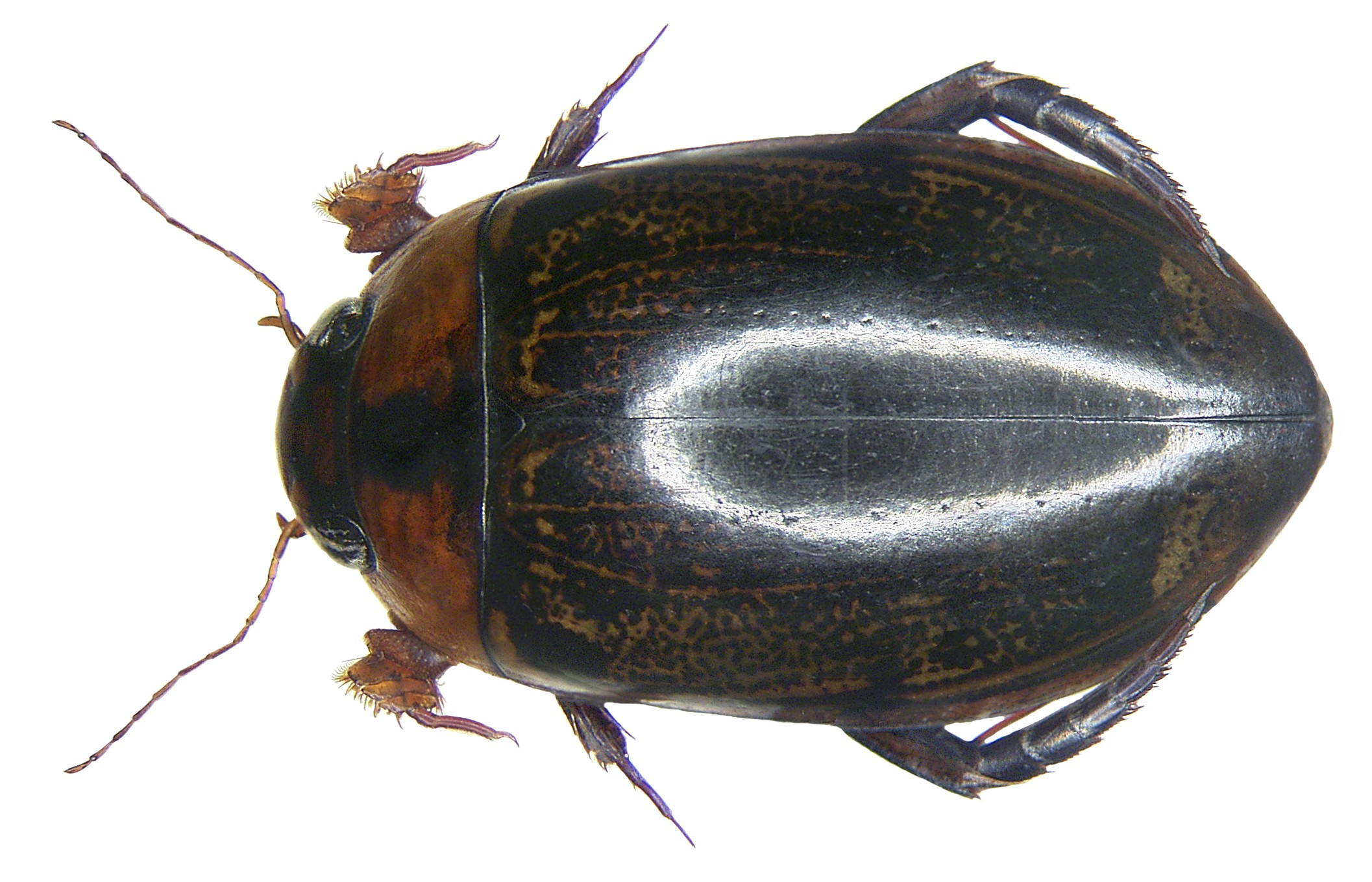